# Ohiowa (Nebraska)
Ohiowa es una villa ubicada en el condado de Fillmore en el estado estadounidense de Nebraska. En el Censo de 2010 tenía una población de 115 habitantes y una densidad poblacional de 178,32 personas por km².

## Geografía
Ohiowa se encuentra ubicada en las coordenadas 40°24′49″N 97°27′9″O / 40.41361, -97.45250. Según la Oficina del Censo de los Estados Unidos, Ohiowa tiene una superficie total de 0.64 km², de la cual 0.64 km² corresponden a tierra firme y (0 %) 0 km² es agua.

## Demografía
Según el censo de 2010, había 115 personas residiendo en Ohiowa. La densidad de población era de 178,32 hab./km². De los 115 habitantes, Ohiowa estaba compuesto por el 97.39 % blancos, el 0 % eran afroamericanos, el 0.87 % eran amerindios, el 0 % eran asiáticos, el 0 % eran isleños del Pacífico, el 0.87 % eran de otras razas y el 0.87 % pertenecían a dos o más razas. Del total de la población el 9.57 % eran hispanos o latinos de cualquier raza.